# Elton John's Christmas Party
Elton John's Christmas Party è una compilation natalizia dell'artista britannico Elton John, pubblicata inizialmente il 10 novembre 2005 e poi ridistribuita il 10 ottobre 2006.

## Il disco
Essa contiene due brani di Elton: il vecchio brano del 1973 Step Into Christmas e una nuova canzone cantata in duetto con Joss Stone (Calling It Christmas); sono inoltre presenti molte altre famose canzoni natalizie eseguite da altri artisti.
Il disco è stato pubblicato per la prima volta nel 2005, dalla Hear Music ed esclusivamente nelle caffetterie facenti parte della grande catena internazionale Starbucks. Il tutto a scopo di beneficenza: per ogni copia venduta, venivano donati due dollari alla Elton John AIDS Foundation.
L'anno seguente, Elton John's Christmas Party è stato distribuito nuovamente sul mercato mondiale, ma con meno tracce: la rockstar britannica ha anche pubblicato come singolo per il download Step Into Christmas.
Il brano dei Pet Shop Boys It Doesn't Often Snow at Christmas fu originariamente pubblicato nel 1997 per i membri del fan club del gruppo, e prima dell'uscita di questa compilation non è stato incluso in nessun altro CD.

## Tracce

### Versione del 2005
1. Step Into Christmas – Elton John
2. Feliz Navidad – El Vez
3. Frosty the Snowman – The Ronettes
4. Santa Claus Is Comin' to Town – Bruce Springsteen
5. The Man with All the Toys – The Beach Boys
6. A Change at Christmas (Say It Isn't So) – The Flaming Lips
7. It Doesn't Often Snow at Christmas – Pet Shop Boys
8. Spotlight on Christmas – Rufus Wainwright
9. Jingle Bell Rock – The Ventures
10. Run Rudolph Run – Chuck Berry
11. Rudolph the Red-Nosed Reindeer – The Crystals
12. Playa's Ball – OutKast
13. Merry Christmas Baby – Otis Redding
14. Christmas Island – Jimmy Buffett
15. St. Patrick's Day – John Mayer
16. Please Come Home for Christmas – Eagles
17. Christmas Must Be Tonight – The Band
18. 2000 Miles – The Pretenders
19. December Will Be Magic Again – Kate Bush
20. New Year's Day – U2
21. Calling It Christmas – Elton John e Joss Stone

### Versione del 2006
1. Step Into Christmas – Elton John
2. Feliz Navidad – El Vez
3. The Man with All the Toys – The Beach Boys
4. A Change at Christmas (Say It Isn't So) – The Flaming Lips
5. It Doesn't Often Snow at Christmas – Pet Shop Boys
6. Spotlight on Christmas – Rufus Wainwright
7. Jingle Bell Rock – The Ventures
8. Run Rudolph Run – Chuck Berry
9. Merry Christmas Baby – Otis Redding
10. Christmas Island – Jimmy Buffett
11. Christmas Must Be Tonight – The Band
12. 2000 Miles – The Pretenders
13. December Will Be Magic Again – Kate Bush
14. New Year's Day – U2
15. Calling It Christmas – Elton John e Joss Stone